# Thecla amplitudo
Thecla amplitudo är en fjärilsart som beskrevs av Druce 1907. Thecla amplitudo ingår i släktet Thecla och familjen juvelvingar. Inga underarter finns listade i Catalogue of Life.